# Saison 3 d'American Crime
Chronologie
Saison 2
Cet article présente le guide des épisodes de la troisième et dernière saison de la série télévisée américaine American Crime.

## Généralités
- Le 12 mai 2016, ABC annonce le renouvellement de la série pour une troisième saison[1].
- Aux États-Unis, la saison a été diffusée du 12 mars 2017 au 30 avril 2017 sur le réseau ABC.

## Distribution

### Acteurs principaux
- Regina King : Kimara Walters, une travailleuse sociale
- Felicity Huffman : Jeanette Hesby, une femme au foyer mariée à un riche entrepreneur
- Timothy Hutton : Nicholas Coates, patron d'une entreprise de mobilier en faillite
- Lili Taylor : Clair Coates, l'épouse de Nicholas qui a relations très tendues avec ce dernier
- Connor Jessup : Coy Henson, un jeune américain accro aux drogues
- Richard Cabral : Isaac Castillo, un chef d'équipe de la ferme tenue par la famille Hesby
- Benito Martinez : Luis Salazar, un immigré mexicain à la recherche de son fils disparu
- Mickaelle X. Bizet[2] : Gabrielle Durand - la nourrice du fils de Nicolas et Clair Coaste

#### Acteurs récurrents
- Ana Mulvoy Ten : Shae Reese, une jeune prostituée de 17 ans
- Sandra Oh : Abby Tanaka, une travailleuse sociale
- Cherry Jones : Laurie Ann Hesby, matriarche d’une grande famille d’agriculteurs
- Janel Moloney : Raelyn, la sœur de Jeannette qui élève seule ses deux filles
- Tim DeKay : JD Hesby, le frère de Laure Ann et Carson qui gèrent l'entreprise à leurs côtés
- Dallas Roberts : Carson Hesby, le mari de Jeanette
- Josh Drennen : Flemming
- Colby French : Wilkens
- Sean Blakemore (en) : Reggie Pollard
- Lombardo Boyar : Rodrigo
- S. Zylan Brooks : ADA Amanda McKay
- Nina Siemaszko : Laura

## Épisodes

### Épisode 1:À moindre coût
- États-Unis : 12 mars 2017 sur ABC[3]
- France,  Suisse :
  - 14 mars 2017 sur Canal+ Séries[4] (en VOSTFr)
  - 16 août 2017 sur Canal+ Séries (en VF)
- Belgique : 16 septembre 2017 sur Be TV

- États-Unis : 2,67 millions de téléspectateurs[5] (première diffusion)

### Épisode 2:Chacun sa place
- États-Unis : 19 mars 2017 sur ABC
- France,  Suisse :
  - 21 mars 2017 sur Canal+ Séries (en VOSTFr)
  - 16 août 2017 sur Canal+ Séries (en VF)
- Belgique : 16 septembre 2017 sur Be TV

- États-Unis : 1,91 million de téléspectateurs[6] (première diffusion)

### Épisode 3:Réévaluation
- États-Unis : 26 mars 2017 sur ABC
- France,  Suisse
  - 28 mars 2017 sur Canal+ Séries (en VOSTFr)
  - 23 août 2017 sur Canal+ Séries (en VF)
- Belgique : 23 septembre 2017 sur Be TV

- États-Unis : 1,62 million de téléspectateurs[7] (première diffusion)

### Épisode 4:Bienvenue Gabriella
- États-Unis : 2 avril 2017 sur ABC
- France,  Suisse :
  - 4 avril 2017 sur Canal+ Séries (en VOSTFr)
  - 23 août 2017 sur Canal+ Séries (en VF)
- Belgique : 23 septembre 2017 sur Be TV

- États-Unis : 1,77 million de téléspectateurs[8] (première diffusion)

### Épisode 5:Chemin de croix
- États-Unis : 9 avril 2017 sur ABC
- France,  Suisse :
  - 11 avril 2017 sur Canal+ Séries (en VOSTFr)
  - 30 août 2017 sur Canal+ Séries (en VF)
- Belgique : 30 septembre 2017 sur Be TV

### Épisode 6:Le mépris
- États-Unis : 16 avril 2017 sur ABC
- France,  Suisse :
  - 18 avril 2017 sur Canal+ Séries (en VOSTFr)
  - 30 août 2017 sur Canal+ Séries (en VF)
- Belgique : 30 septembre 2017 sur Be TV

- États-Unis : 1,83 million de téléspectateurs[9] (première diffusion)

### Épisode 7:Le test
- États-Unis : 23 avril 2017 sur ABC
- France,  Suisse :
  - 25 avril 2017 sur Canal+ Séries (en VOSTFr)
  - 6 septembre 2017 sur Canal+ Séries (en VF)
- Belgique : 7 octobre 2017 sur Be TV

- États-Unis : 1,81 million de téléspectateurs[10] (première diffusion)

### Épisode 8:Justice pour tous
- États-Unis : 30 avril 2017 sur ABC
- France,  Suisse : 2 mai 2017 sur Canal+ Séries (en VOSTFr)
  - 6 septembre 2017 sur Canal+ Séries (en VF)
- Belgique : 7 octobre 2017 sur Be TV

- États-Unis : 2 millions de téléspectateurs[11] (première diffusion)